# كاردانة (شنبة)
كاردانة (بالفارسية: کاردانه) هي قرية تقع في إيران في قسم شنبة الريفي. يقدر عدد سكانها بـ 69 نسمة بحسب إحصاء 2016.